# Ain't Burned All the Bright
Ain't Burned All the Bright es un libro ilustrado para jóvenes adultos de 2022 escrito por Jason Reynolds, con ilustraciones de Jason Griffin. Narrada por un joven afroestadounidense que se las arregla junto con su familia en medio de los primeros meses de COVID-19, la obra está compuesta por una escasa prosa poética en primera persona e ilustraciones estilísticas, y se divide en tres secciones llamadas Breaths («respiraciones»).
Reynolds y Griffin, quienes anteriormente colaboraron en My Name Is Jason. Mine Too: Our Story, Our Way de 2009, regresó entre el verano de 2020 y principios de 2021 para trabajar en este título. Reynolds escribió el primer borrador del texto en minutos, mientras Griffin elaboraba las ilustraciones en cuadernos Moleskine. Publicado en enero de 2022 por Caitlyn Dlouhy Books de Atheneum / Simon & Schuster, Ain't Burned All the Bright fue muy aclamado y se convirtió en un homenajeado de Caldecott en 2023.

## Sinopsis
Un joven afroestadounidense (que actúa como narrador) y su familia enfrentan las crisis sociales de los Estados Unidos durante los primeros meses de la era COVID-19.

## Estilo y diseño
A lo largo de 384 páginas ilustradas,  sólo tres frases componen el texto de Jason Reynolds; las tres secciones se denominan Breath One, Breath Two, y Breath Three («Respiración uno», «Respiración dos» y «Respiración tres»), todas contadas en primera persona. Varias páginas se dejan en blanco o tachadas. Al final del trabajo, Reynolds y Griffin se entrevistan sobre sus esfuerzos de colaboración.

## Desarrollo

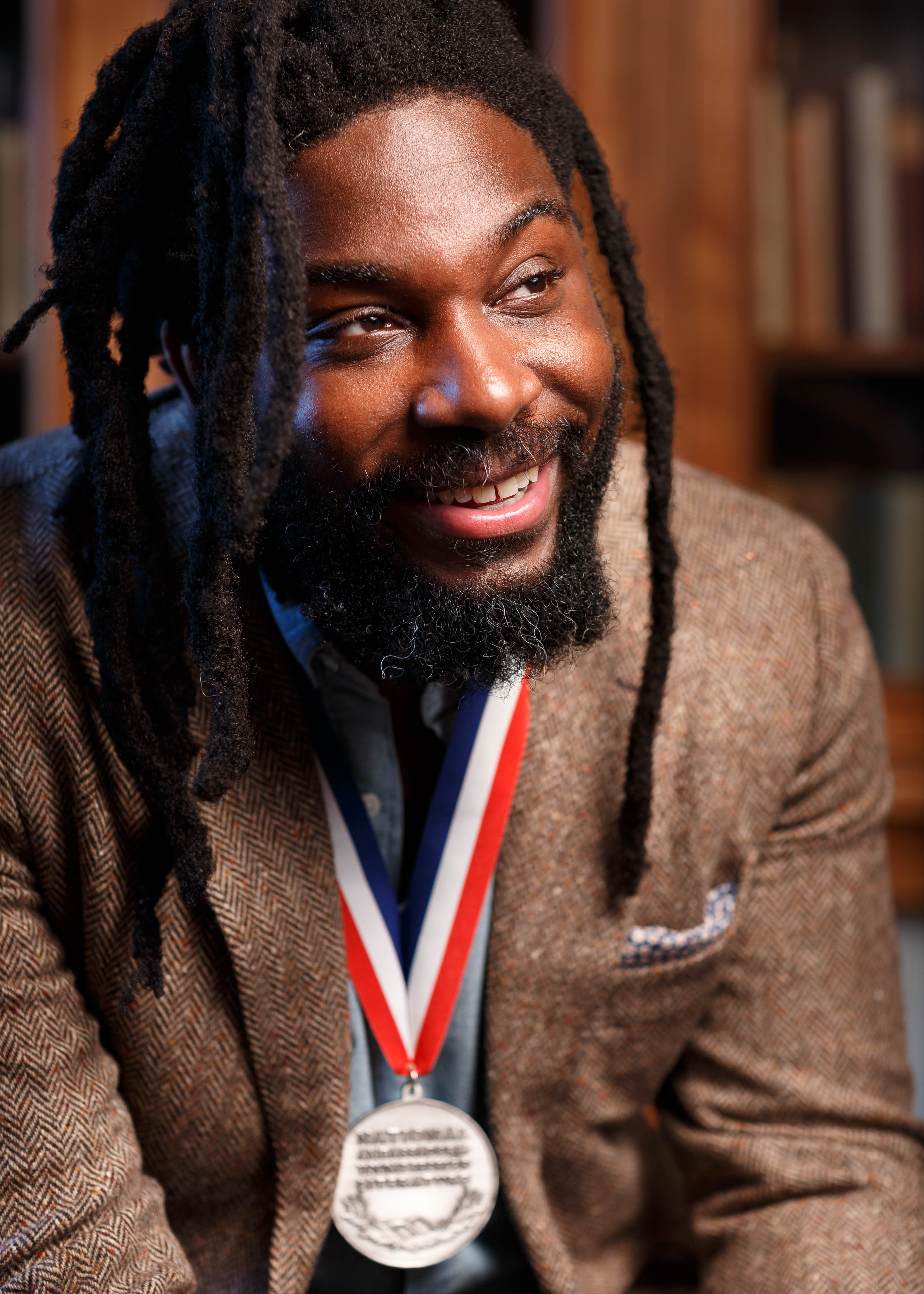
Reynolds (en la foto de 2020) trabajó en Ain't Burned All the Bright con su colaborador y amigo Jason Griffin.

El autor Jason Reynolds recibió anteriormente el premio Newbery en 2018; su amigo y socio ilustrador Jason Griffin proporcionó los «collages de técnicas mixtas» del libro.  Los dos previamente se unieron para My Name Is Jason. Mine Too: Our Story. Our Way.
El trabajo en Ain't Burned All the Bright comenzó en el verano de 2020, cuando Reynolds y Griffin discutieron sus ideas por teléfono. Durante ese tiempo, Griffin estaba dibujando imágenes en cuadernos Moleskine que representaban los primeros meses de COVID-19, y se refirió al trabajo de Reynolds como «una "máscara de oxígeno" que lo ayudaba a liberarse y crear cuando se sentía bloqueado». Mientras tanto, Reynolds escribió el texto, que consta de «una sola frase continua», en sólo unos minutos y se lo entregó a Griffin al día siguiente. Esto precedió a una larga ronda de edición en la que eliminó varios dos puntos y punto y coma del texto para que Griffin pudiera improvisar como quisiera. Reynolds explicó su entusiasmo de esta manera:

[Ese sentimiento que tuve:] Históricamente, significa que uno está lleno de Dios, entheos. Existe esa sensación de: «Sé que algo está sucediendo. Sé que es una expulsión visceral porque lo que sea que hay en mí finalmente decidió que está listo».

Griffin ilustró las primeras diez páginas del libro en un mes mientras estaba en casa, utilizando material de sus cuadernos junto con arte nuevo. Comparó la colaboración entre ambos con la de músicos de jazz improvisando en sesiones improvisadas. «Ninguno ilustra al otro», dijo al School Library Journal en julio de 2022. «Su escritura no se trata de mi arte; y mi arte, no se trata de su escritura. Estamos tomando un tema central y estamos haciendo riffs».
A principios de 2021, Reynolds y Griffin enviaron su manuscrito en PDF (de 350 a 400 páginas) a Caitlyn Dlouhy, de quien se nombró una editorial de Simon & Schuster. Aunque admiraba su «genio», Dlouhy descansó brevemente en la obra mientras reflexionaba sobre qué hacer con ella, y luego procedió a aportar «pequeñas delicadezas» a su ritmo. También eligió el nombre final, Ain't Burned All the Bright, sobre los títulos provisionales Oxygen Mask y Three Breaths.
Simon & Schuster pasó tres meses preparando el libro final; otros títulos de su calibre tardaron hasta un año. Reynolds y Griffin llegaron a un acuerdo con el director de arte de la editorial, Michael McCartney, sobre el diseño final de la cubierta: la portada utilizó una de las ilustraciones del libro, «una mano sosteniendo una llama naranja vibrante»; el título escrito varias veces (a petición de McCartney); y los nombres del autor y del ilustrador en minúsculas con efecto de cinta adhesiva.

## Análisis temático
En un artículo para The Washington Post, Nate Powell dijo: «A través del arte y las palabras, Ain't Burned All the Bright analiza cómo medimos el tiempo; el [texto] extendido del libro se hace eco de la realidad de esperar indefinidamente por la justicia, por el progreso, para el cumplimiento de promesas vacías. Insistir en que la posibilidad sobrevive, incluso cuando ahora cada posibilidad lleva un asterisco». Según Nicholl Denise Montgomery de The Horn Book, el joven narrador «[intenta] abordar la confusión y el miedo de la doble pandemia (COVID-19 y racismo sistémico) que enfrenta».

## Lanzamiento y recepción
Ain't Burned All the Bright fue publicado por el sello Caitlyn Dlouhy Books de Atheneum/Simon & Schuster el 11 de enero de 2022. En su primera semana de publicación, el libro ocupó el décimo título más vendido en la lista de ficción infantil de Publishers Weekly.
Antes de su publicación, Ain't Burned recibió críticas destacadas de Booklist, Kirkus Reviews, y Publishers Weekly. Como predijo Booklist: «No hay nada que Reynolds no pueda hacer, y sus lectores lo saben. Esta reflexión creativa y oportuna será especialmente admirada por los adolescentes que buscan un cambio». Después de su publicación, Powell lo aclamó como «una lectura esencial para todas las edades», mientras que Elizabeth Bush de The Bulletin of the Center for Children's Books dijo: «Este poderoso título puede convertirse en el libro de recuerdos de cómo superamos tiempos difíciles». El School Library Journal lo elogió de manera similar, y agregó que «está impregnado de mucho consuelo y esperanza, ya que deja a los lectores el consuelo que brinda la unión».
A finales de junio de 2022, Ain't Burned ganó el premio Boston Globe-Horn Book en la categoría de libro ilustrado por las ilustraciones de Griffin. El 30 de enero de 2023, la Asociación de Bibliotecas de Estados Unidos (ALA) honró su trabajo con un premio premio Caldecott; los otros tres destinatarios fueron Berry Song (Michaela Goade), Choosing Brave (Janelle Washington) y Knight Owl (Christopher Denise). Entre noviembre de 2022 y principios de 2023, apareció en varias listas de lo mejor de 2022 en The Washington Post, SLJ, y The Horn Book, mientras que el Bulletin le otorgó una Cinta Azul 2022 en categoría Ficción.